# منهج سقراطي
المنهج السقراطي أو الطريقة السقراطية أو Abordarea socratică باليونانية هي الطريقَة السّقراطية في التفلسُف تقومُ عَلى الحِوار، حيث يرَى سقرَاط أن الحوَار هو الطرِيقة المثلَى لبلوغ الحقيقَة. وهكذَا يتميز سقرَاط عن الفَلاسفة الطبيعيّين، الذينَ اعتمدُوا على الكتَابة، في حين اعتمدَ سقراط على الاتصال المُباشر بين النفوس، كما تميز منهج سقرَاط عن منهج السفسطائيين القائم على الإلقاء والتلقين.

## الحوار السقراطي
الحوَار السقرَاطي يقوم عَلى افتراض هام ذي شقين، هو أن الحقيقة موجودة وأن المعرفَة ممكنة. وفي لقاء سقراط مَع مدّعي حيازة معرفَة الحقيقَة هذه يبدَأ بافتراض أنّ معرفتَهم هي المعرفَة الحقيقية، ثم ينتقلُ ابتداء من هذا الفرض إلى فَحص نتائج هذه المعرِفة المدّعاة، التي لن تصبحَ حقيقيةً إلا إذَا اتفق عليها الطّرفان، بحيث أن أحد أهدَاف المنهج السقرَاطي هو الوصُول إلى الوضُوح الذاتي لدَى الأطرَاف المتحاورَة، أي وعيُهم المُقام على أساس عقلِي بأن معرفتهُم هي الحقيقَة، وهذَا الوضوح الذَاتي هو في المَحل الأول معرفَة الفرد لذاته تطبيقًا لمبدَأ «إعرف نفسَك بنفسِك». ويجب أن نلاحظَ في هَذا ثورةً صغيرة، لأن الحكمَة التقليدية تقوم على التلقين والتلقي، كذلك فإن هذا المبدأ هو تأكيد لأهمية الفرد.
المرحلَة الأولى من مراحل الحوَار السّقراطي هي مرحلَة وضعِ المشكلَة وضعا دقيقًا، وعادة ما يكون ذلك على صيغَة: «ما هُو؟». والثانية هي الوصُول إلى إجابَات متَتابعَة عن السّؤال، وهيَ الفروض التي يقُوم سقراط بفحصها واحدًا وراء الآخر مبينا التناقضَات التي تقوم عليهَا أو تلك التي تؤدّي إليهَا، والمرحَلة الثالثَة هي بصفَة عامة التفنيد الأخير والشعور بالجهل عندَ المتحدّث.
ومن المؤكّد أن المرحلَة الثانية هيَ أهم المراحِل الثلاث، فمَا هو موقف سقرَاط أثناءهَا؟ يمكن تلخيص موقفه في عبَارتين:
المُباشر بين النفوس، كما تميز منهج سقرَاط عن منهج السفسطائيين القائم على الإلقاء والتلقين.
والحوَار السقرَاطي يقوم عَلى افتراض هام ذي شقين، هو أن الحقيقة موجودة وأن المعرفَة ممكنة. وفي لقاء سقراط مَع مدّعي حيازة معرفَة الحقيقَة هذه يبدَأ بافتراض أنّ معرفتَهم هي المعرفَة الحقيقية، ثم ينتقلُ ابتداء من هذا الفرض إلى فَحص نتائج هذه المعرِفة المدّعاة، التي لن تصبحَ حقيقيةً إلا إذَا اتفق عليها الطّرفان، بحيث أن أحد أهدَاف المنهج السقرَاطي هو الوصُول إلى الوضُوح الذاتي لدَى الأطرَاف المتحاورَة، أي وعيُهم المُقام على أساس عقلِي بأن معرفتهُم هي الحقيقَة، وهذَا الوضوح الذَاتي هو في المَحل الأول معرفَة الفرد لذاته تطبيقًا لمبدَأ «إعرف نفسَك بنفسِك». ويجب أن نلاحظَ في هَذا ثورةً صغيرة، لأن الحكمَة التقليدية تقوم على التلقين والتلقي، كذلك فإن هذا المبدأ هو تأكيد لأهمية الفرد.
المرحلَة الأولى من مراحل الحوَار السّقراطي هي مرحلَة وضعِ المشكلَة وضعا دقيقًا، وعادة ما يكون ذلك على صيغَة: «ما هُو؟». والثانية هي الوصُول إلى إجابَات متَتابعَة عن السّؤال، وهيَ الفروض التي يقُوم سقراط بفحصها واحدًا وراء الآخر مبينا التناقضَات التي تقوم عليهَا أو تلك التي تؤدّي إليهَا، والمرحَلة الثالثَة هي بصفَة عامة التفنيد الأخير والشعور بالجهل عندَ المتحدّث.
ومن المؤكّد أن المرحلَة الثانية هيَ أهم المراحِل الثلاث، فمَا هو موقف سقرَاط أثناءهَا؟ يمكن تلخيص موقفه في عبَارتين:

### إعلاَن الجهل
يقول سقرَاط في محَاورة «الدفاع» أنه لا يعرف شيئا، رغم أنه يعترفُ أن من يسمعونه يظنون أنه يعرف الحقيقَة بخصوص المسائل التي يتناقش فيها مع الأثينيين، وعدم تصديق معاصريه له يثير سؤالاً هاما: هل جهل سُقراط حَقيقي أم مُتصنّع؟ من الصعب الإجابة عن هذَا السؤال، لكن الأهم هو أن قول سقراط بالجَهل له وظائف منهجية منها:
- أنه ييسر البحث المشترك في المسائل المعروضة، وإلا تحول الأمر إلى تلقين وتلقّ.
- أنه يسمحُ بالنظَر في كل الفروض الممكِنَة، مما يوسعُ دائرة البحث ويكشف أكثر عن معارف الطرف الآخر.
- أنه يولدُ لدى الطرف الآخر وهم أن النتائج التي يصل إليها الطرفان إنما توصل إليها هو نفسه، وليس سقراط الذي يكتفي بالسؤال والاعتراض ثم بالسؤال من جديد.

#### التّهكم
هذه الكلمة (التهكم) مترجمة عن الكلمة اليونانية eironia وهي لا تعني في الحقيقة غير «التظاهر»، بحيث أن المعنى الدقيق للتهكم السّقراطي هو «التظَاهر بقبول رأي الطرف الآخر ثم جذبه إلى الحديث ثم فحص متضمنات هذا الرأي والوصول به إلى نتائج ا يقبلها العقل»، وهناك نص مهم بهذا الخصوص هو نص 337 أ من الكتاب الأول من الجمهورية، وفيه يقول المتحدث مع سقراط: «يا إلهي ! تلك هي طريقتك المميزة في التهكم وادعاء الجهل يا سقراط. ألم أتكهن بذلك منذ البداية؟ ألم أخبر الباقين بأنك إذا ما سئلت ترفض الإجابة وتدعي الجَهل وتفعلُ كلّ شيء إلا أن تقدّم جوابًا؟» إذن فالتهكم السقراطي مرتبط أشد الارتباط بادعاء الجهل، وهو لا يحمل معنى «السخرية»، ورغم هذا فما من شك أن سقراط كان يسخر أحيانا من المتحدّثين معَه.
وأهم مظاهر هذه السخرية تظاهر سقراط بثقته في «حكمة» الطرف الآخر، واستعداده للتعلم منه ثم وضعه أمام أسئلة محرجة تضطره إلى إعلان عجزه (ما فعله مع أوطيفرون مثلا).
أمّا عن مَوقف سُقراط في أثناء المرحلة الثالثة، وهي مرحَلة التفنيد والشعور بالجَهل عند المتحَدث، فإنه يبدو موقفا أخلاقيا أساسا، إذ أن هدفه هو فيما يبدو تطهِير نفس المتحَدث مِن أوهَام المعْرِفة. 
ويمكِن القول أن تأثير سقرَاط الأكبر على معَاصريه كانَ، قبل كلّ شيء، تأثيرًا منهجيا. ويظهرُ هذَا بوضوح من شهادَة ارسطو التي تنظر إلى سقراط تحت ضوء منهجي خالص. يقول أرسطُو: «سقراط عنى بدرَاسة الفضَائل.. وقد بحث سقراط عن الجوهر، وكان هذا طبيعيا لأنه حاول التفكير منطقيًا، ونقطة البدء في كل تفكير منطقي (في القيَاس) هي الجوهر.. وهناك اكتشافان يمكِن نسبتهما بحق إلى سقرَاط: التفكير الإستقرائي والتعريف الكلي، وكلاهما من بين مبادئ العلم.»